# Roman Bragin
Roman Gennad'evič Bragin (in russo Роман Геннадьевич Брагин?; Mosca, 17 aprile 1987) è un pallavolista russo.
Gioca nel ruolo di libero nel Volejbol'nyj klub Belogor'e.

## Carriera
La carriera di Roman Bragin inizia nel 2004, quando partecipa al campionato russo con la maglia del Volejbol'nyj klub Luč Moskva. Passa poi al Volejbol'nyj klub Dinamo Moskva, dove rimane per sette anni, vincendo il campionato 2007-08, battendo in finale il Volejbol'nyj klub Iskra Odincovo, due coppe nazionali, due Supercoppe e, in ambito europeo, la Coppa CEV 2011-12. Perde inoltre per tre volte la finale scudetto, sempre contro il Volejbol'nyj klub Zenit-Kazan', e due volte la finale di Coppa di Russia, una contro il Volejbol'nyj klub Zenit-Kazan' e una contro la Volejbol'nyj klub Lokomotiv Novosibirsk.
Dalla stagione 2013-14 passa al Volejbol'nyj klub Belogor'e, con cui ottiene subito diversi successi: la Coppa di Russia, la Supercoppa, la Champions League e il campionato mondiale per club FIVB; con la nazionale vince la medaglia di bronzo ai I Giochi europei.

## Palmarès
- Campionato russo: 1

2007-08
- Coppa di Russia: 3

2006, 2009, 2013
- Supercoppa russa: 4

2008, 2009, 2013, 2014
- Coppa CEV: 1

2011-12
- Champions League: 1

2013-14
- Campionato mondiale per club: 1

2014

### Nazionale (competizioni minori)
- Giochi europei 2015